# Eriopyga quasimoesta
Eriopyga quasimoesta là một loài bướm đêm trong họ Noctuidae.